# Up from the Ashes
Up from the Ashes è il primo album da solista del cantante Don Dokken, pubblicato il 21 ottobre 1990 dalla Geffen Records.

## Il disco
Dopo lo scioglimento dei Dokken nel 1989, il leader Don Dokken decise di assemblare una nuova formazione composta da John Norum (ex-Europe) e Billy White (ex-Watchtower) alle chitarre, Peter Baltes degli Accept al basso e Mikkey Dee (futuro Motörhead e Scorpions) alla batteria. Il batterista originario del progetto era Hempo Hildén, ai tempi nella band solista di Norum, ma venne rimpiazzato dopo un paio di sessioni fotografiche e non suonò nell'album.  Realmente l'intenzione del cantante era quella di continuare il progetto Dokken, tuttavia i vecchi membri si opposero a questa manovra vincendo la causa e così Don si trovò impossibilitato a chiamare il nuovo progetto con il suo cognome. Le sonorità dell'album comunque non si distaccavano molto da quelle che avevano portato i Dokken al successo, e infatti l'album riuscì ad ottenere un discreto riscontro di pubblico, anche se inferiore a quello dei precedenti lavori del gruppo. Furono realizzati i videoclip dei singoli Stay e Mirror Mirror che ricevettero airplay su MTV. Il brano When Love Finds a Fool venne co-scritto insieme a Glenn Hughes, il quale eseguì inoltre i cori presenti nella traccia.

## Tracce
1. Crash 'N Burn – 5:30 (Don Dokken, Billy White)
2. 1000 Miles Away – 5:00 (Dokken, John Norum)
3. When Some Nights – 4:27 (Dokken, Norum, White)
4. Forever – 5:16 (Dokke, Wyn Davis)
5. Living a Lie – 4:38 (Dokken, Norum)
6. When Love Finds a Fool – 5:34 (Dokken, Glenn Hughes)
7. Give It Up – 4:11 (Dokken, White)
8. Mirror Mirror – 4:36 (Dokken, White, Mark Spiro)
9. Stay – 4:28 (Dokken, Mick Brown)
10. Down in Flames – 5:11 (Dokken, White)
11. The Hunger – 5:03 (Dokken, White)

## Formazione
- Don Dokken – voce, chitarra ritmica, chitarra acustica
- John Norum – chitarra solista, chitarra acustica, cori
- Billy White – chitarra solista, chitarra acustica, cori
- Peter Baltes – basso, chitarra acustica, cori
- Mikkey Dee – batteria

### Altri musicisti
- Glenn Hughes – cori in When Love Finds a Fool
- Tony Franklin – intro di basso in Stay

### Produzione
- Wyn Davis – produzione, ingegneria acustica
- Eddie Ashworth, Melissa Sewell – ingegneria del suono
- George Marino – mastering presso lo Sterling Studio New York
- Glen LaFerman	– fotografie
- Greg Stata, Gabrielle Raumberger  – direzione artistica
- David E. Williams – copertina
- Tom Zutaut – produzione esecutiva

## Classifiche
Album - Billboard (Stati Uniti)
| Anno | Classifica        | Posizione |
| ---- | ----------------- | --------- |
| 1990 | The Billboard 200 | 50        |

Singoli - Billboard (Stati Uniti)
| Anno | Singolo         | Classifica            | Posizione |
| ---- | --------------- | --------------------- | --------- |
| 1990 | "Mirror Mirror" | Mainstream Rock Songs | 26        |